# Alice Schalek
Alice Therese Emma Schalek (Wenen, 21 augustus 1874 – New York, 6 november 1956) was een Oostenrijkse journaliste, fotografe, schrijfster, spreekster en wereldreizigster.

## Levensloop
Alice Schalek groeide op in een liberaal Joods gezin in Wenen als dochter van Heinrich Schalek, koopman en eigenaar van een advertentiebureau, en Clara Schalek Ettinger. Ze ging naar de middelbare school voor meisjes (Mädchen-Lyzeum) van de Wiener Frauenerwerbsverein, de eerste grote economisch gerichte Oostenrijkse vrouwenvereniging. Deze vereniging had als doel de Weense vrouwen door middel van scholing zowel theoretisch als praktisch op een beroepsleven voor te bereiden. Op de middelbare school leerde ze meerdere vreemde talen spreken en al op jonge leeftijd interesseerde ze zich voor andere landen. Ze bekeerde zich tot het protestantse geloof in 1904.

### Schrijverschap
In 1902 publiceerde ze haar eerste boek Wann wird es tagen, onder het mannelijke pseudoniem Paul Michaely. In dit boek bekritiseerde ze het volgens haar verouderde systeem van de opvoeding en scholing van vrouwen. Ook in haar latere werken stonden thema’s rondom de emancipatie van de vrouw centraal, zoals de sociale en economische positie van de vrouw, de mogelijkheden voor intellectuele ontwikkeling, vrije partnerkeuze en het huwelijk. Daarnaast schreef ze over de veranderende positie van de joden in de Oostenrijkse samenleving, een samenleving die steeds meer antisemitisch werd. Haar latere werken verschenen onder haar eigen naam.

### Journaliste
Vanaf 1903 werkte ze als journaliste voor de Neue Freie Presse (een toonaangevende krant in de Habsburgse monarchie) in Wenen, waarvoor ze in totaal meer dan dertig jaar werkzaam is gebleven. In hetzelfde jaar ondernam ze haar eerste grote buitenlandreis naar Noorwegen en Zweden. In 1905 volgden Algerije en Tunesië en in 1909 reisde ze onder andere door India. Een uitgebreide reis naar Oost-Azië vond plaats in 1911 en een kleine wereldreis door talrijke verschillende landen in 1913.
Na terugkeer van haar reizen schreef Schalek omvangrijke reisverhalen over haar ervaringen voor de Neue Freie Presse. Later verschenen haar verhalen ook in boekvorm. Gedurende haar reizen maakte ze vele foto’s die haar verhalen van illustraties konden voorzien. Als journaliste hield ze ook lezingen over haar reizen, onder andere voor Urania (scholings- en wetenschapsgebouw) in Wenen en Berlijn. In deze periode was ze bestuurslid van de Verein der Schriftstellerinnen und Künstlerinnen in Wenen en de P.E.N., een van de bekendste internationale schrijversbonden.

### Eerste Wereldoorlog
In 1914 was Schalek betrokken bij de oprichting van het Oostenrijkse Zwart-Gele Kruis (Schwarz-gelben Kreuzes), een liefdadigheidsorganisatie. Een jaar later werd ze op eigen verzoek toegelaten tot het ‘Kaiserliches und königliches Kriegspressequartier (KPQ), de oorlogsperdienst in Oostenrijk. Ze ging aan de slag als oorlogsverslaggeefster en berichtte over de gevechten in de Dolomieten, over de Servische Campagne (Serbienfeldzug) en het Isonzofront. Met de foto’s die ze tijdens haar reizen naar oorlogsgebieden maakte gaf ze in meer dan twintig steden een rijk geïllustreerde lezing. Ze was de enige vrouw in het gezelschap van correspondenten.
Het doel van de persdienst was het publiceren van verhalen die de bevolking het idee gaven dat de oorlog voorspoedig verliep en verhalen die de gevoelens van vaderlandsliefde versterkten. Eerst sloten de artikelen van Schalek naadloos aan op deze visie, maar uiteindelijk zocht ze steeds meer de nuance op in haar schrijfwerk. Op verzoek van een aantal parlementariërs legde ze in 1917 haar werk als oorlogsverslaggever neer. Wel werd ze in februari 1917 onderscheiden met het Goldenes Verdienstkreuz mit Krone am Band der Tapferkeitsmedaille, destijds een zeer ongebruikelijke onderscheiding voor een vrouw.

### Latere leven
Vanaf 1923 vervolgde ze haar reizen door verschillende delen van de wereld om weer aan de slag te kunnen als reisjournaliste. Gedurende deze periode bezocht ze Irak, Syrië, Iran, Birma, Thailand, Java, Argentinië, India, China en Brazilië. In 1930 bezocht ze de Verenigde Staten. Hoewel ze in deze periode minder aandacht had voor het uiterlijk en de schoonheid van de landen die ze bezocht, lette ze des te meer op de positie van de vrouw, zowel in sociaal, economisch als politiek opzicht.
Aan het eind van de jaren twintig ging ze zich steeds meer verenigen met het communisme, zo getuigen haar verhalen. Ze rechtvaardigde bijvoorbeeld de vervolging van de Koelakken door Stalin. Haar boek Der große Tag, een fictief verhaal over Rusland en de klassenstrijd, verscheen in 1930 in Moskou. Als gevolg werd ze in 1939 door de Gestapo gearresteerd, omdat ze volgens hen ‘gruwelijke’ propaganda tegen het Naziregime verspreidde. Ze wist te ontsnappen en vloog via Zwitserland naar Engeland. Vanaf daar emigreerde ze in 1940 naar de Verenigde Staten, waar ze tot haar dood een teruggetrokken bestaan leefde.
Op 6 november 1956 overleed Alice Therese Emma Schalek op 82-jarige leeftijd in een verzorgingstehuis in New York.
- Bibsys: 4089966
- Bibliothèque nationale de France: cb150554811 (data)
- CiNii: DA06609377
- Gemeinsame Normdatei: 120729466
- International Standard Name Identifier: 0000 0001 1035 6041
- Library of Congress Control Number: nr00027264
- Nationale Bibliotheek van Tsjechië: mzk20231201465
- Nationale bibliotheek van Australië: 35965737
- Nationale Bibliotheek van Israël: 987007311462005171
- Nederlandse Thesaurus van Auteursnamen: 08671872X
- PIC: 280074
- Réseau des bibliothèques de Suisse occidentale: 02-A016831363
- RKD-Nederlands Instituut voor Kunstgeschiedenis: 325703
- Istituto Centrale per il Catalogo Unico: CFIV084831
- Système universitaire de documentation: 243471017
- Trove: 1166058
- Virtual International Authority File: 2756099
- WorldCat: E39PBJppGtBfWYvfq7bmyqGmBP